# FIRST CLASS
《FIRST CLASS》（日語：ファースト・クラス、ファーストクラス）為富士電視台於2014年4月19日起在每周六23:10 - 23:55播出的「六劇」（土ドラ）與2014年10月15日起在每周三22:00 - 22:55播出的水十（水10）。由澤尻英龍華主演。兩季播出相距僅隔三個月，是同電視台有史以來首次嘗試。台灣緯來日本台自2014年10月4日起，每週六晚間10點兩季連續播出。
廣告標語為「除了我以外，大家都是惡女。」（日語：私以外、全員悪女。）與「包括我在內，大家都是惡女。」（日語：私含めて、全員悪女。）
第一部平均收視率為7.95%，單集最高收視率為10.3%，成為自2012年來日本富士電視臺土23檔平均收視率第一位，單集收視率第一位。

## 簡介
第1部
把在時尚界工作當作夢想的吉成千奈美，原本在東京下町的衣料材料店工作，在因緣際會下踏入了時尚雜誌的編輯部工作，天真無邪的她，面對同事、上司、模特兒圍剿般的競爭，除了努力讓自己往上爬，還得苦思反擊之道，一一將其他競爭者擊敗！
節目以「Mounting」為主題，意指女性間以長相、背景、財力、工作等，作為私下或內心中評定一個人的排名。在節目一開始於開場旁白結束後，會以卡片方式將主要的8位角色進行排名（吉成千奈美、木村白雪、MIINA、ERENA、川島瑞美繪、八卷小夏、大澤留美、松田靜香）。
本作會特別將角色的內心話特別以黑邊配上字幕來呈現，且於第5、8、9話使用副聲道讓角色在副聲道中大肆談論心裡話（又稱惡魔的解說），另瑞美繪的內心話詞彙相當與眾不同，電視台特別將其集結並放於YOUTUBE作為宣傳影片（页面存档备份，存于）。
第2部
吉成千奈美在成功拯救《FIRST CLASS》的半年後，跳槽到時尚品牌「TATSUKO YANO」擔任新人設計師。此時「TATSUKO YANO」面臨經營危機，創辦人矢野龍子聘請業界著名的設計奇才擔任創意總監，讓公司化解營運遲滯不前的僵局。創意總監宣布舉辦秋冬新裝發表會，包括千奈美在內的的整個設計團隊，絞盡腦汁構思最獨特的設計，爭奪新裝發表會的主導權......

## 背景
本劇為澤尻英龍華睽違八年再次主演電視連續劇。
本劇第一季的劇本家渡邊千穗擅長描寫關於女性間的互動關係，其以此題材聞名的劇有《失去名字的女神》以及《決定不哭的日子》。第二季的劇本則改為第一季的製作人及川博則負責。

## 播出
本劇為深夜劇卻在本時段土11於最終回創下最佳數字10.3%，為六劇最高紀錄也是首次突破10%，打破先前《未來日記-ANOTHER:WORLD-》的9.9%。
第一部因在「六劇」檔連續劇收視中創下10.3%的最佳收視，富士電視台於10月將其續作升格到「水十」檔（富士電視台週三晚間十點連續劇）。

## 角色

### 主角
吉成千奈美 / 吉成千那美〈26 → 27〉
演 - 澤尻英龍華（童年：藤田彩華）（香港配音：張頌欣）
被虐待的灰姑娘
栃木縣宇都宮市出身。《FIRST CLASS》編輯部見習生。前職為衣料材料店「Tokai」銷售員，對時尚方面相當有興趣，常將薪水花在買雜誌上，包括《FIRST CLASS》。
編輯長與她聊天中常讓她有所啟發，而後在新雜誌總編輯八卷的提拔下成為新雜誌《PUERTO》副總編輯，後在《FIRST CLASS》編輯長大澤宣布辭任後接任，從原本的見習生晉升至總編輯。
第一季MOUNTING順位為：8 → 7 → 6 → 8 → 6 → 6 → 3 → 1。
第二季MOUNTING順位為：4 → 7 → 11→ 12→ 3 → 3 → 1 → 12 →11。
第2季起為時尚品牌「TATSUKO YANO」新人設計師→首席設計師→「NGS控股公司」接待員→「TATSUKO YANO」社長秘書→「TATSUKO YANO JAPAN」創意總監→「TATSUKO YANO」創意總監→「Chinami Yoshinari With Orchid」設計師

### 第1部

#### 詢香社 → Fassbender & MaCartney Japan
出版業界第4名的時尚雜誌《FIRST CLASS》的大型出版社。後被大型外資出版集團Fassbender & MaCartney Japan買下。

##### 編輯部員工
木村白雪（31 → 32）（Kimura Shirayuki）
演 - 田畑智子（香港配音：林元春）
向上爬的飢餓猛獸
契約社員。京都府出身，平常會以關西腔對話，對於升職相當在意，非常努力工作，卻遲遲無法轉任正職。對於靠關係來得到職位的瑞美繪感到反感。後來與千奈美結為好友，決定退出詢香社轉當自由編輯，因前總編輯留美聘用時「將來如果FIRST CLASS面臨危機時，希望妳能回來幫忙」的私下約定，在《FIRST CLASS》發生停刊危機時又回來幫忙。第二季時已經成為《FIRST CLASS》編輯。
MOUNTING順位：7 → 8 → 8 → 6，第5集之後成為JOKER。
川島瑞美繪 / 川島玲實繪〈24 → 25〉
演 - 菜菜緒（香港配音：柚子蜜）
靠關係入職的腹黒女
正職社員。不會說英文的歸國子女，靠父親關係進入編輯部。屢次不擇手段陷害千奈美。對於謾罵他人心裡話常會用相當特別的方式比喻，引起觀眾的注目及共鳴，富士電視台特別將其角色作為影片宣傳，在YOUTUBE上推出「惡女瑞美繪的金言、暴言、謾罵雜言」（悪女レミ絵の金言・暴言・罵詈雑言）的特別企劃。
MOUNTING順位：5 → 5 → 7 → 5 → 5 → 4 → 5 → 2。
八卷小夏（41 → 42）
演 - 三浦理惠子（香港配音：沈小蘭）
隱藏的肉食系惡女
《FIRST CLASS》副總編輯。已婚，有個就讀小學六年級的女兒。與社長似乎有著特殊關係，受社長所託，擔任新創刊的女性時尚雜誌《PUERTO》的總編輯。後來得知社長收取回扣的消息，在社長的脅迫下，《PUERTO》被迫停刊，自己也從公司離職。後又以大澤的助手身分在外資企業Fassbender & MaCartney Japan工作。
第二部第9話中因與母公司F&M Japan社長理念不合而跟隨大澤留美一起辭任。
MOUNTING順位到第六集為止：2 → 1 → 第8集以後JOKER。
大澤留美（41 → 42）
演 - 板谷由夏（香港配音：黃玉娟）
業界的絕對女王
《FIRST CLASS》總編輯。本姓中山，已婚並曾經離婚，新任丈夫是年輕10歲的時尚設計師。看似冷酷但常在千奈美遇到難題時提點她，而後決定辭任時將總編輯一職接任給千奈美。辭任後以外資集團Fassbender & MaCartney Japan部長身分再臨《FIRST CLASS》編輯部並意圖進行重整。
第二部第9話中因與母公司F&M Japan社長理念不合而再度辭任。
MOUNTING順位到第六集為止：1 → 2 → 第8集以後JOKER。
小杉綾奈（22）（Kosugi Ayana） （第1季）
演 - 田中美麗（SUPER☆GiRLS）（第2部第9話）（香港配音：凌晞）
契約社員。東大理科畢業，表面看似圓滑無害，但私下的聰明心機有時讓人招架不住。後來被新雜誌《PUERTO》總編輯招攬。丈夫是有2年資歷的金融投機客。

##### 時尚雜誌《FIRST CLASS》專屬模特兒
MIINA（25）→ 鈴木良子（26）（Suzuki Yoshiko）
演 - 佐佐木希（香港配音：何璐怡）
危險又自私的單純女子
№1的首席模特兒。群馬縣出身，原為太妹。為了減肥不惜催吐並過量服用非法減肥藥，期後在千奈美的幫助下重新振作，並一改以往的待人處事態度。在新雜誌創立後重任《FIRST CLASS》的看板模特兒，第十話退出模特兒界並轉職為《FIRST CLASS》編輯。
第二部第7話中以《FIRST CLASS》的編輯身份——鈴木良子再度登場。把手頭上一份剛好完成的「明年春夏商品的讀者問卷調查」給予千奈作為設計靈感的參考。
MOUNTING順位：3 → 4 → 3 → 7 → 7 → 第6集以後JOKER。
ERENA（23）
演 - 石田妮可（第2部第5話）（香港配音：黃昕瑜）
有野心的歸國名媛
№2的混血模特兒。洛杉磯出身。常與瑞美繪合作，私下總會在聚餐中抺黑他人。在新雜誌《PUERTO》創立後成為其看板模特兒。
在第二部中得間宮充邀請成為品牌「CLAP CLAP」的創意總監，實質只是包括被調職的須賀櫻在內的其他設計師背後作槍手。
MOUNTING順位：6 → 3 → 4 → 3 → 3 → 3 → 4 → 3。

##### 其他專屬工作人員
松田靜香（35 → 36）
演 - 遊井亮子（第2部第9話）（香港配音：朱妙蘭）
自以為爽快的欺詐高手
攝影師。樹的上司。常與千奈美合作，私下有特殊癖好。
MOUNTING順位：4 → 5 → 5 → 4 → 4 → 5 → 6 → 4。
西原樹（26）（Nishihara Itsuki）
演 - 中丸雄一（第2部最終話）（香港配音：張方正）
還未見過太陽的王子
靜香的攝影助手，實際上是大型製紙公司的小開，父母並不贊同其目前的職業，對千奈美有好感。
磯貝拓海（37 → 38）（Isogai Takumi）
演 - 平山浩行（第2部第9話）（香港配音：陳廷軒）
業界最受歡迎的男人
造型師兼時尚總監。時常與千奈美合作並助她一臂之力。

##### 其他相關人物
秋葉（Akiba）
演 - 高知東生（香港配音：葉振聲）
社長。與八卷有著特殊關係，向隸屬於子公司的印刷廠收取回扣，因而遭到檢舉而離職。

#### 客串
中山美佐枝（64→65）
演 - Lily（鎌田小惠子）（第1話、第2部第8話）（香港配音：雷碧娜）
留美的母親。與千奈美為以前同事兼朋友。
米蘭達
演 - 珍妮（Jenny Skidmore）（第3話）（香港配音：何寶珊）
原將在《FIRST CLASS》專訪中登場的好萊塢女演員。對蛋類食物過敏。
真田美也子
演 - 岩佐真悠子（第4話）（香港配音：陳皓宜）
詢香社廣告部社員。與加賀美真珠為《FIRST CLASS》的商業廣告企劃負責人。
中井
演 - 武東冬樹（第5話）（香港配音：盧國權）
雜貨店的店主。對於媒體的採訪一律拒絕，個性相當頑固。
上原AREA店長
演 - 黑坂真美（第5話）（香港配音：林芷筠）
主動借出店舖給千奈美進行拍攝。
樫本潤
演 - Hitomi（第7話）（香港配音：黃淑芬）
「sophia sarsgaard」的創意總監。受邀在《PUERTO》創刊號中刊出與ERENA的獨家訪談。曾在《FIRST CLASS》與留美、小夏、拓海共同做過編輯的工作。
藤咲敦子
演 - 湯淺美和子（第8話）（香港配音：林芷筠）
原任職外資系企業，之後被挖角至時尚業，擔任時尚雜誌總編輯。
長峰麗子
演 - 高岡早紀（特別演出）（第8話）（香港配音：鄭麗麗）
時尚雜誌「蘇非亞」的總編輯。
理惠子·麥卡尼
演 - LiLiCo（第8－10話、第2部8－10話）（香港配音：許盈）
接替秋葉職務的新任社長。Fassbender & MaCartney Japan的重要人物。為此劇旁白。

### 第2部

#### 頂級時尚品牌「TATSUKO YANO」
矢野龍子創立的頂級時尚品牌。（TATSUKO YANO → TATSUKO YANO JAPAN → TATSUKO YANO ORIGINAL → TATSUKO YANO）
高層（董事）
廣木里加 / 廣木里佳〈40〉
演 - 木村佳乃（香港配音：陸惠玲）
創意總監→社長→卸任。
具有200%破壞力的破壞型惡女。
MOUNTING順位為：3 → 3 → 2 → 2 → 2 → 2 → 10 → 11 → 12 。
矢野隆太郎（29）（Yano Ryūtarō）
演 - 淵上泰史（香港配音：周倚天）
副社長→董事→F&M Japan服裝事業部部長。
龍子的不成材兒子暨公司的繼承人，雖在公司位階高層，實際上並無實權。小櫻的男友。
瀧川蘭子（57）（Takigawa Ranko）
演 - 余貴美子（香港配音：蔡惠萍）
大型服裝品牌「NGS控股公司」執行董事→卸任→副社長。
MOUNTING順位至第六集為：1 → 11 → 2 → 2 。
矢野龍子（60）
演 - 夏木麻里（香港配音：袁淑珍）
「TATSUKO YANO」的創辦人暨首任社長→卸任→回任社長。
MOUNTING順位為：2 → 2 → 3 → 6 → 6 → 6 → 9 → 1 → 1 。
設計師（Designer）
須賀櫻（26）
演 - 倉科加奈（香港配音：何寶珊）
設計助理。可愛型惡女。
MOUNTING順位為：9 → 8 → 8 → 8 → 12 → JOKER → JOKER → 7 → 7 。
川島那美繪 / 川島奈實繪〈29〉
演 - 宍戶卡芙卡（宍戶佑名）（香港配音：劉惠雲）
年輕設計師。-564℃的冰山美人型惡女。瑞美繪的姐姐。
MOUNTING順位為：5 → 4 → 4 → 3 → 7 → 7 → 4 → 4 → 4 。
冴木大五郎（25）（Saeki Daigorō）
演 - 中村倫也（香港配音：李凱傑）
設計助理。
多武峰凪子（35）（Tōnomine Nagiko）
演 - 友坂理惠（香港配音：鄭麗麗）
中堅設計師。飢渴型惡女。
MOUNTING順位為：7 → 6 → 6 → 5 → 5 → 4 → 3 → 3 → 3 。
佐丹野結衣（19）
演 - 山谷花純（香港配音：成瑤孆）
實習生。風騷撒旦型惡女。善於交際。為了在職場中生存，主動提出與川島姊妹合謀。
佐丹野的發音－與撒旦－相似，加上渾身散發著的「ERENA氣息」，故被初次見面的瑞美繪稱為「小悪魔」。而且直覺認為這個貧嘴賤舌的新人只會考慮自己，而一直對她有所忌諱。
MOUNTING順位由第四集為：11 → 8 → 8 → 8 → 10 → 10 。
製版師
矢吹薫（38）
演 - 市川實和子（香港配音：吳羨婷）
服裝製版人員。自恃甚高型惡女。
MOUNTING順位為：10 → 10 → 9 → 9 → 9 → 9 → 5 → 9 → 9 。
新堂吹雪（36）
演 - 篠原友惠（香港配音：陳琴雲）
服裝製版人員。具有特殊情節的小貓型惡女。
MOUNTING順位為：11 → 11 → 10 → 10 → 10 → 10 → 6 → 6 → 6 。
國木田久志（21）
演 - 岡本圭人（香港配音：胡家豪）
實習服裝製版人員。
公關
荒卷千冬（40）（Aramaki Chifuyu，あらまき ちふゆ）
演 - 小島聖（香港配音：謝潔貞）
公關總監。獨攬大權的女王型惡女。
MOUNTING順位為：6 → 5 → 5 → 4 → 4 → 5 → 2 → 8 → 8 。
向井山華（25）
演 - （香港配音：魏惠娥）
公關助理。心思不定的恐怖份子型惡女。
MOUNTING順位為：8 → 9 → 7 → 7 → 11 → 11 → 7 → 5 → 5 。

#### NGS控股公司
間宮充（30）
演 - 青柳翔（香港配音：梁偉德）
大型服裝品牌「NGS控股公司」所屬的平價服飾公司社長。

#### 其他人物
鏑木三郎
演 - 麿赤兒（香港配音：張炳強）
提供時尚界營運建議的律師行代表。TATSUKO YANO背後出資者。
YURINA / 山内友梨菜
演 - 中川可菜（香港配音：黃瑩瑩）
知名Fast Fashion服飾品牌－BUTTERFLY HONEY的專屬模特兒。名門千金學校・私立雪谷大附屬女子高中的學生會會長。廣木里加的親生女兒。

#### 客串
實川
演 - 長谷川朝晴（第2話）（香港配音：劉昭文）
實川縫製社長。
菅原誠二
演 - 有福正志（第2話）（香港配音：陳曙光）
具有熟練技術的縫製高手。
富子
演 - 和泉今日子（第2話）（香港配音：林丹鳳）
實川正治
演 - 牧野好伸（第2話）
與龍子有深厚交情的實川縫製前任社長。
實川時
演 - 清水法子（第2話）
大久保圓香
演 - 知念里奈（第4－5話）（香港配音：陳琴雲）
「NGS控股公司」的總務部主管。前童裝品牌More Kids公關兼財務部負責人。
西村
演 - 近江谷太朗（第4－5話）（香港配音：陳永信）
佐野議員的秘書。
茅野麻紀
演 - 玄覺悠子（第4話）（香港配音：林元春）
「NGS控股公司」旗下童裝品牌More Kids社長兼設計師。
佐野愛子
演 - 瀨田裕美 （第4話）
經濟產業大臣的熱門人選，眾議院議員。
高野美咲
演 - 竹内友梨（第5話）（香港配音：李潤知）
「ERENA」所屬的製作品牌「CLAP CLAP」的設計師。
高木
演 - 川井務（第5話）（香港配音：張錦江）
高野的上司。
河瀨春香
演 - 樋井明日香（第8話）（香港配音：廖杏茵）
TATSUKO YANO JAPAN的顧客。一直希望能讓父親在辭世之前能看到自己穿新娘裝的樣子，卻礙於生活壓力無法如願，因此感到相當苦惱。
河瀨裕一
演 - 小澤亮太（第8話）（香港配音：陳耀楠）
春香的丈夫。
利雄
演 - 田口主將（第8話）（香港配音：譚炳文）
春香的父親，癌症末期病患。
川島羅密男（39）
演 - 德光修平（Mitz Mangrove）（第9話）（香港配音：李凱傑）
女性化裝扮的川島家長子。
Niki
演 - Niki（第9話）
《FIRST CLASS》的模特兒。穿TATSUKO YANO JAPAN的衣服拍攝封面。

### MOUNTING RANKING
| 吉成千那美 | 8 | 7 | 6 | 8 | 6        | 6        | 3      | 1        | 不適用 | 8      |
| MIINA      | 3 | 4 | 3 | 7 | 7        | JOKER(7) | 不適用 | 不適用   | 不適用 | 不適用 |
| 川島玲實繪 | 5 | 5 | 7 | 5 | 5        | 4        | 5      | 2        | 不適用 | 不適用 |
| ERENA      | 6 | 3 | 4 | 3 | 3        | 3        | 4      | 3        | 不適用 | 不適用 |
| 松田靜香   | 4 | 5 | 5 | 4 | 4        | 5        | 6      | 4        | 不適用 | 不適用 |
| 八卷小夏   | 2 | 2 | 2 | 2 | 2        | 2        | 1      | JOKER(6) | 不適用 | 不適用 |
| 木村白雪   | 7 | 8 | 8 | 6 | JOKER(8) | 不適用   | 不適用 | 不適用   | 不適用 | 不適用 |
| 大澤留美   | 1 | 1 | 1 | 1 | 1        | 1        | 2      | JOKER(5) | 不適用 | 不適用 |

| 角色       | 排名   | 排名   | 排名   | 排名  | 排名  | 排名      | 排名      | 排名  | 排名  | 排名   | 排名 |
| 角色       | 第1集  | 第2集  | 第3集  | 第4集 | 第5集 | 第6集     | 第7集     | 第8集 | 第9集 | 第10集 |      |
| ---------- | ------ | ------ | ------ | ----- | ----- | --------- | --------- | ----- | ----- | ------ | ---- |
| 吉成千那美 | 4      | 7      | 11     | 12    | 3     | 3         | 1         | 12    | 11    | 不適用 |      |
| 廣木里加   | 3      | 3      | 2      | 2     | 2     | 2         | 10        | 11    | 12    | 不適用 |      |
| 須賀櫻     | 9      | 8      | 8      | 8     | 12    | JOKER(12) | JOKER(12) | 7     | 7     | 不適用 |      |
| 川島奈實繪 | 5      | 4      | 4      | 3     | 7     | 7         | 4         | 4     | 4     | 不適用 |      |
| 新堂吹雪   | 11     | 11     | 10     | 10    | 10    | 10        | 6         | 6     | 6     | 不適用 |      |
| 向井山華   | 8      | 9      | 7      | 7     | 11    | 11        | 7         | 5     | 5     | 不適用 |      |
| 佐丹野結衣 | 不適用 | 不適用 | 不適用 | 11    | 8     | 8         | 8         | 10    | 10    | 不適用 |      |
| 瀧川蘭子   | 1      | 1      | 1      | 1     | 1     | 1         | 11        | 2     | 2     | 不適用 |      |
| 矢吹薰     | 10     | 10     | 9      | 9     | 9     | 9         | 5         | 9     | 9     | 不適用 |      |
| 荒卷千冬   | 6      | 5      | 5      | 4     | 4     | 5         | 2         | 8     | 8     | 不適用 |      |
| 多武峰凪子 | 7      | 6      | 6      | 5     | 5     | 4         | 3         | 3     | 3     | 不適用 |      |
| 矢野龍子   | 2      | 2      | 3      | 6     | 6     | 6         | 9         | 1     | 1     | 不適用 |      |

## 延伸平行短劇[注 2]《FIRST CLASS GIRLS》
2014年4月25日起於BS富士每週五23:55～24:00撥出的番外劇集《FIRST CLASS GIRLS》（ファースト・クラス・ガールズ）。由佐佐木希、石田妮可、菜菜緒、田中美麗演出。
| 各集         | 播出日期      | 獲勝者 |
| ------------ | ------------- | ------ |
| BATTLE-1     | 2014年4月25日 | MIINA  |
| BATTLE-2     | 2014年5月2日  | ERENA  |
| BATTLE-3     | 2014年5月9日  | AYANA  |
| BATTLE-4     | 2014年5月16日 | AYANA  |
| BATTLE-5     | 2014年5月23日 | AYANA  |
| BATTLE-6     | 2014年5月30日 | MIINA  |
| BATTLE-7     | 2014年6月6日  | REMIE  |
| BATTLE-8     | 2014年6月13日 | NANASE |
| FINAL BATTLE | 2014年6月20日 | 無     |

## 延伸特別劇《FIRST CLASS GIRL：I AM REMIE～精明編輯瑞美繪繁忙的一天～》
2014年10月1日於富士電視台週三0:55～1:55撥出的延伸特別劇《FIRST CLASS GIRL：I AM REMIE～精明編輯瑞美繪繁忙的一天～》（I AM REMIE～敏腕編集者レミ絵の多忙な1日～）。由菜菜緒主演。

## 製作群
| 職 位        | FIRST CLASS 1st season    | FIRST CLASS 2nd season    |
| ------------ | ------------------------- | ------------------------- |
| 劇 本        | 渡邊千穗                  | 及川博則                  |
| 音 樂        | 野崎良太                  | 井筒昭雄                  |
| 編成企劃     | 太田大                    | 太田大                    |
| 導 演        | 水田成英﹑樹下直美        | 西浦正記﹑宮脇亮          |
| 旁 白        | LiLiCo（香港配音：許盈）  | LiLiCo（香港配音：許盈）  |
| 助理導演     | 岡野宏信、龜岡哲郎        | 楢木野礼、野口雄大        |
| 時尚監修     | 軍地彩弓                  | 軍地彩弓                  |
| 封面劇照     | 齋藤清貴                  | 不適用                    |
| 關鍵視覺設計 | 吉良進太郎                | 不適用                    |
| 英語翻譯說明 | 不適用                    | 岡本圭人                  |
| 製作統括     | 清水一幸                  | 不適用                    |
| 製作人       | 小林和紘﹑及川博則        | 淺野澄美                  |
| 共同製作人   | 不適用                    | 三田真奈美                |
| 執行製作人   | 樋口徹、鄉田悠            | 不適用                    |
| 助理製作人   | 戶倉多佳子                | 川原井史子                |
| 製作出品     | 富士電視台                | 富士電視台                |
| 製 作        | Fuji Creative Corporation | Fuji Creative Corporation |

第1部
- 導演 - 水田成英、樹下直美、小林和紘、及川博則、岡野宏信
- 主題歌 - KAT-TUN「In Fact」（J Storm）
- 片尾曲 - SOLIDEMO「Heroine」（avex trax）[21]
- 技術協助 - Videostaff
- 照明協助 - The Horizon
- 後製 - VASC（Video Art System Communications）
- 美術協助 - Fujiart
- 協助 - Rise
- 取材協助 - Sending
- 攝影協助 - 藤久手工藝樂園 東海忠生店（藤久クラフトハート トーカイ忠生店）

FIRST CLASS GIRL：I AM REMIE～精明編輯瑞美繪繁忙的一天～
- 監修 - 及川博則
- 構成作家 - 山内正之
- 導演 - 金只和史
- 旁白 - 山崎岳彦
- 影像及攝影合作 - 東京女孩展演（Tokyo Girls Collection）實行委員會
- 編成企劃 - 太田大
- 總製作人 - 時宗大、淺野澄美
- 製作人 - 中村宏信、岡江美香子
- 監製 - 名城拉利塔[注 3]、萩原將司
- 助理導演 - 安藤珠美
- 製作著作 - FCC（Fuji Creative Corporation）
- 製作出品 - 富士電視台

第二部
- 導演 - 西浦正記、宮脇亮、楢木野禮
- 主題歌 - 安室奈美惠「BRIGHTER DAY」（Dimension Point）[22]
- 片頭曲 - SOLIDEMO「Rafflesia」（avex trax）[23]
- 字幕背景 - 三谷晉平
- 食品協調 - 原裕子
- 現場監修 - 出原明子
- 製圖素描與設計畫稿 - 三沖直文、播本鈴二、笹谷美帆、相良哲也、岸本明子
- 服裝製作合作 - 伊藤邦彥
- 服裝提供 - MERCURYDUO、is、cheryl chee、REIJI HARIMOTO
- 時裝秀合作

監修 - 籠谷友近、酒井文章
髮型 - Takashi Hoshi
化妝 - CHINATSU
造型師 - Yoshi Miyamasu

## 播出日期與收視率

### 第一部
| 各集                                                   | 播出日期      | 標題     | 標題                                                                | 導演     | 收視率 |
| 各集                                                   | 播出日期      | 日文標題 | 中文標題                                                            | 導演     | 收視率 |
| ------------------------------------------------------ | ------------- | -------- | ------------------------------------------------------------------- | -------- | ------ |
| 第1話                                                  | 2014年4月19日 |          | 地獄般的女人排名開始 被虐待的灰姑娘 除了澤尻以外，大家都是惡女      | 水田成英 | 6.5%   |
| 第2話                                                  | 2014年4月26日 |          | 澤尻VS惡女小偷 被偷走的企劃書！再也無法原諒！ 反擊開始              | 水田成英 | 9.1%   |
| 第3話                                                  | 2014年5月3日  |          | 下毒三明治的陷阱！充滿殺氣...？澤尻那麼早就玩完了？抑或是大反擊     | 樹下直美 | 6.1%   |
| 第4話                                                  | 2014年5月10日 |          | 今晚的惡魔之聲將再度炸裂 偷拍攻擊的個性惡女逆襲 最強的地獄地圖來臨  | 樹下直美 | 6.7%   |
| 第5話                                                  | 2014年5月17日 |          | 底端地獄的泥沼決戰 名媛VS倒數女！最兇惡蛇女，以利齒攻擊             | 小林和紘 | 6.1%   |
| 第6話                                                  | 2014年5月24日 |          | 錯綜複雜第一章 今夜的衝突即將告一段落！戀愛×友情=地獄！蛇女看見了！ | 水田成英 | 8.8%   |
| 第7話                                                  | 2014年5月31日 |          | 久等了！第二章開始 暗黑澤尻解禁！蛇女愛慾的陷阱                     | 及川博則 | 7.8%   |
| 第8話                                                  | 2014年6月7日  |          | 地獄的使者介入惡女肉搏戰！死的會是誰？                              | 岡野宏信 | 8.9%   |
| 第9話                                                  | 2014年6月14日 |          | 最終章為惡女世界盃正式開幕！頂端也是結局地獄                        | 樹下直美 | 9.2%   |
| 最終話                                                 | 2014年6月21日 |          | 既沒有歡樂、更沒有奇蹟的地獄級最糟糕完結篇                          | 水田成英 | 10.3%  |
| 平均收視率8.0%（收視率由Video Research於關東地區統計） |               |          |                                                                     |          |        |

### 第二部
| 各集                                                   | 播出日期       | 標題     | 標題 | 導演     | 收視率 |
| 各集                                                   | 播出日期       | 日文標題 | 中文標題 | 導演     | 收視率 |
| ------------------------------------------------------ | -------------- | -------- | --- | -------- | ------ |
| 第1話                                                  | 2014年10月15日 |          | 瘋狂的生存之戰！ 惡女澤尻VS10位惡女的時尚業界地獄排名正式開始                                                   | 西浦正記 | 8.8%   |
| 第2話                                                  | 2014年10月22日 |          | 灰姑娘VS破壞女 出道作付之東流！幕後黑手是誰                                                                     | 西浦正記 | 8.3%   |
| 第3話                                                  | 2014年10月29日 |          | 終於淪落到最後一名！ 閃閃發耀卻又錯綜複雜的受虐灰姑娘哭泣之夜                                                   | 宮脇亮   | 5.8%   |
| 第4話                                                  | 2014年11月5日  |          | 最後一名！淪落到櫃台小姐還掃廁所！ 我不想上班了                                                                 | 宮脇亮   | 7.1%   |
| 第5話                                                  | 2014年11月12日 |          | 我是陰暗處的幽靈設計師... 殘酷惡女模特兒奪走一切                                                                | 西浦正記 | 7.1%   |
| 第6話                                                  | 2014年11月19日 |          | 設計師競選！千金學校制服之戰... 母親的坦白，女兒的眼淚                                                          | 宮脇亮   | 5.8%   |
| 第7話                                                  | 2014年11月26日 |          | 與好友的淚眼重逢！ 那是地獄的真正起源 現在抱緊我                                                                | 西浦正記 | 5.1%   |
| 第8話                                                  | 2014年12月10日 |          | 各位再見了 以新娘的身分含淚道別！然後失去所有一切                                                               | 楢木野禮 | 6.2%   |
| 第9話                                                  | 2014年12月17日 |          | 解除灰姑娘魔法的夜晚                                                                                            | 宮脇亮   | 5.2%   |
| 最終話                                                 | 2014年12月24日 |          | 再見了澤尻英龍華！揮別惡女們的鬥爭！ 平安夜的奇蹟......不代表幸福結局！ 與王子接吻的炸彈低氣壓&最後演出大逆轉！ | 西浦正記 | 6.5%   |
| 平均收視率6.6%（收視率由Video Research於關東地區統計） |                |          | |          |        |

## 外部連結
- 第一季
  - ファースト・クラス（页面存档备份，存于）－富士電視台（日語）
  - 時尚惡魔（页面存档备份，存于）－緯來日本台（繁體中文）
- 第二季
  - ファーストクラス（页面存档备份，存于）－富士電視台（日語）
  - 時尚惡魔2（页面存档备份，存于）－緯來日本台（繁體中文）

## 節目的變遷
| 富士電視台 六劇                          | 富士電視台 六劇                           | 富士電視台 六劇                      |
| ---------------------------------------- | ----------------------------------------- | ------------------------------------ |
|                                          | FIRST CLASS （2014.04.19 - 2014.06.21）   |                                      |
| Lost Days （2014.01.11 - 2014.03.15）    | 水球不良少年 （2014.07.12 - 2014.09.20）  |                                      |
| 週三晚間十點連續劇                       |                                           |                                      |
| 年輕人們2014 （2014.07.09 - 2014.09.24） | FIRST CLASS 2 （2014.10.15 - 2014.12.24） | 殘念丈夫 （2015.01.14 - 2015.03.25） |

| 緯來日本台 週六 22:00                              | 緯來日本台 週六 22:00                                                      | 緯來日本台 週六 22:00               |
| -------------------------------------------------- | -------------------------------------------------------------------------- | ----------------------------------- |
|                                                    | 時尚惡魔 （2014.10.04 - 2014.10.25） 時尚惡魔2 （2014.10.25 - 2014.12.27） |                                     |
| HERO2 （2014.7.19 - 2014.9.27）                    | 黑執事3 （2015.01.10 - 2015.02.07）                                        |                                     |
| 週一至週五 22:00至23:30/24:00 1月1日及2日 暫停播映 |                                                                            |                                     |
| 同學會後愛上你 （2014.12.09 - 2014.12.22）         | 時尚惡魔1+2 （2014.12.24 - 2015.01.09）                                    | 女王偵探社之行騙天下 （2015.01.12） |

| 香港 無綫電視J2 星期日 22:45 - 23:30 12月7日及14日 22:30 - 23:15 12月28日 暫停播映 1月4日起 22:35 - 23:30/23:35 1月18日 22:35 - 23:45 2月1日起 09:00 - 10:00及22:30/22:35 - 23:30/23:35 | 香港 無綫電視J2 星期日 22:45 - 23:30 12月7日及14日 22:30 - 23:15 12月28日 暫停播映 1月4日起 22:35 - 23:30/23:35 1月18日 22:35 - 23:45 2月1日起 09:00 - 10:00及22:30/22:35 - 23:30/23:35 | 香港 無綫電視J2 星期日 22:45 - 23:30 12月7日及14日 22:30 - 23:15 12月28日 暫停播映 1月4日起 22:35 - 23:30/23:35 1月18日 22:35 - 23:45 2月1日起 09:00 - 10:00及22:30/22:35 - 23:30/23:35 |
| --- | --- | --- |
| | 霓裳風暴 （2014.11.02 - 2015.01.11） 霓裳風暴2 （2015.01.18 - 2015.03.22） | |
| 仔仔一堂動起來 （2014.09.28 - 2014.10.19） | 律政狂人 - 不敗回歸 （2015.03.29 - 2015.04.05） 律政狂人2 （2015.04.12 - 2015.06.14）                                                                                                   | |